# Tillandsia rothii
Tillandsia rothii är en gräsväxtart som beskrevs av Werner Rauh. Tillandsia rothii ingår i släktet Tillandsia och familjen Bromeliaceae. Inga underarter finns listade i Catalogue of Life.

## Bildgalleri

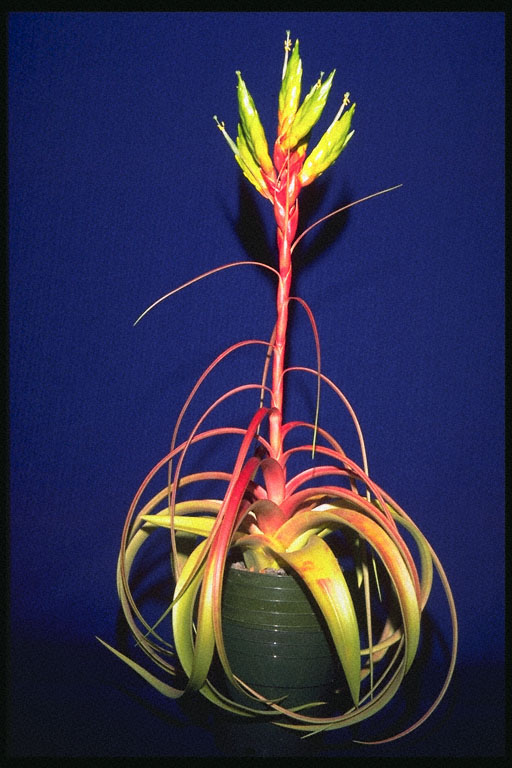